# Big Savod and the Deep Manko
Big Savod and the Deep Manko war eine deutsche Band, die 1985 in Meißen entstand. In der DDR zählte die Band zu den als Die anderen Bands bezeichneten alternativen Gruppen. Die Musik der Band ist dem Genre New Wave zuzurechnen.

## Geschichte
Gründungsmitglieder waren Andreas Maier, Vinko Hake und Reinhardt Grahl. Die Mitglieder waren Amateure. Erste Namen der Band waren „Plutonius Dachstein“ und „Billy Shears and the One and Onlies“. Im Januar 1988 erhielten sie von der zuständigen Behörde der DDR die sogenannte Einstufung in die Mittelstufe. Anfang 1989, die drei Gründungsmitglieder lebten bereits in Berlin, stieß Norbert Knaack von Torpedo Mahlsdorf zur Band, auch Jörn Rhode von Michele Baresi kam hinzu. Nach internen Streitigkeiten kamen Alex Istschenko und Torsten Ratheischak von Herbst in Peking zur Band.

## Diskografie
- 1989: Big Savod & The Deep Manko (MC, Eigenveröffentlichung)
- 1991: Ladies (12", Stuff Records)
- 1992: Small Town Girl (CD, SPV-Records)
- 1993: Keep on Rockin’ in a Free World (EP, Stuff Records)

## Samplerbeiträge
- Anyway What We’ll Find, The Crazy Army, Fixing a Point und Hold Me auf All Tomorrows Parties (Zong, 1990)
- Nowhere Man auf Celebrating the Eggman (Zong, 1990)
- Anyway What We’ll Find auf Rock aus Deutschland Ost, Vol. 20
- Hold Me Now auf Grenzfälle
- She’s Gone Away auf Like an Explosion
- The Face and the Boy auf Born in D.D.R.
- Amsterdam auf Berlin 1992 – Bands United